# در سرزمینی اسرارآمیز
«در سرزمینی اسرارآمیز» (به انگلیسی: Into a Secret Land) آلبومی از هنرمند اهل آلمان ساندرا کرتو است که در سال ۱۹۸۸ میلادی منتشر شد.